# Wiewiórczyn (gmina)
Wiewiórczyn (do 1953 i od 1973 Łask) – dawna gmina wiejska istniejąca w latach 1953–1954 w woj. łódzkim. Siedzibą władz gminy był Wiewiórczyn.
Gmina Wiewiórczyn powstała 21 września 1953 roku w powiecie sieradzkim w województwie łódzkim, w związku z przemianowaniem gminy Łask z siedzibą w Utracie na Wiewiórczyn z siedzibą w Wiewiórczynie. Gmina została zniesiona 29 września 1954 roku wraz z reformą wprowadzającą gromady w miejsce gmin.
Jednostkę przywrócono 1 stycznia 1973 roku po reaktywowaniu gmin w miejsce gromad, lecz już pod pierwotną nazwą gmina Łask z siedzibą w Łasku.